# Dominowo (gromada)
Dominowo – dawna gromada, czyli najmniejsza jednostka podziału terytorialnego Polskiej Rzeczypospolitej Ludowej w latach 1954–1972.
Gromady, z gromadzkimi radami narodowymi (GRN) jako organami władzy najniższego stopnia na wsi, funkcjonowały od reformy reorganizującej administrację wiejską przeprowadzonej jesienią 1954 do momentu ich zniesienia z dniem 1 stycznia 1973, tym samym wypierając organizację gminną w latach 1954–1972.
Gromadę Dominowo z siedzibą GRN w Dominowie utworzono – jako jedną z 8759 gromad na obszarze Polski – w powiecie średzkim w woj. poznańskim, na mocy uchwały nr 37/54 WRN w Poznaniu z dnia 5 października 1954. W skład jednostki wszedł obszar dotychczasowej gromady Dominowo, ponadto miejscowości Gablin i Bagrowo z dotychczasowej gromady Gablin, miejscowości Michałowo i Orzeszkowo z dotychczasowej gromady Orzeszkowo oraz miejscowości Rusibórz i Rusiborek z dotychczasowej gromady Rusiborek ze zniesionej gminy Dominowo w tymże powiecie. Dla gromady ustalono 11 członków gromadzkiej rady narodowej.
1 stycznia 1960 do gromady Dominowo włączono obszary zniesionych gromad Giecz i Murzynowo Kościelne w tymże powiecie.
4 lipca 1968 do gromady Dominowo włączono miejscowości Karolewo, Nawojewo i Wysławice ze zniesionej gromady Gułtowy w tymże powiecie.
Gromada przetrwała do końca 1972 roku, czyli do kolejnej reformy gminnej. 1 stycznia 1973 w powiecie średzkim reaktywowano gminę Dominowo (od 1999 gmina Kleszczewo wchodzi w skład powiatu poznańskiego).